# Distrito de San Juan de Licupis
El Distrito de San Juan de Licupis es uno de los diecinueve distritos que conforman la Provincia de Chota, ubicada en el Departamento de Cajamarca, bajo la administración del Gobierno regional de Cajamarca, en el norte del Perú. Limita por el norte con el Distrito de Miracosta; por el este con el Distrito de Querocoto; por el sur con el Distrito de Llama; y por oeste con los distritos de Llama y Chongoyape.
Desde el punto de vista jerárquico de la Iglesia católica forma parte de la Prelatura de Chota, sufragánea de la Arquidiócesis de Piura.

## Historia
Antes de ser distrito fue centro poblado del distrito de Miracosta, provincia de Chota y departamento de Cajamarca; este Centro Poblado surge ante la iniciativa de varios pobladores del distrito de Miracosta que se dirigen a este lugar liderados por Juan Felipe Gastelumendi, construyendo allí sus viviendas y dando origen al Caserío San Juan de Licupís. Posteriormente sus habitantes inician la gestión para la elevación a la categoría de distrito, logrando su objetivo al promulgarse la Ley N° 24720 del 11 de septiembre de 1987,  en el gobierno del Presidente Alan García.

## Geografía
El distrito tiene una superficie de 205,01 km².

## Demografía
La población es de 1 101 habitantes (censo 2007), de los cuales un 75% pertenecen a la zona rural.

## Capital
La capital del distrito es el pueblo San Juan de Licupís ubicado a 3 030 metros sobre el nivel del mar; coordenadas datum wgs84 Zona 17, Este: 694429, Norte: 9289585.

### Municipales
- 2015 - 2018[2]
  - Alcalde: Artemio Fernández Gastelo, del Movimiento Afirmación Social (MAS).
  - Regidores: WILI MORI REYES (MAS), WILSON PAZ BRAVO (MAS), GUILLERMO BONILLA BENAVIDES (MAS), DORA ANGELITA PAZ ESTRELLA (MAS), CARMEN CELIA GASTELO FERNANDEZ (F.S)

### Policiales
- Comisario:    PNP

SB PNP: ELIO UGAZ TARRILLO

### Religiosas
- Prelatura de Chota[3]
  - Obispo Prelado: Mons. Fortunato Pablo Urcey, OAR

## Economía
Su población se dedica a la agricultura, así como a la cría de ganado vacuno y ovino.

## Educación
- Educación inicial: 509
- Educación Primaria: I.E. 10574
- Educación Secundaria: Colegio Nacional I.E. Juan Felipe Gastelumendi.

## Festividades
- Junio: San Juan
- Septiembre:[Fiesta Patronal San Juan de Licupis]